# Gustav Walker
Gustav Walker (* 21. April 1868 in Wien; † 1. Jänner 1944 ebenda) war ein österreichischer Rechtswissenschaftler, Universitätsprofessor und Verfassungsrichter. Walker war von 1924 bis 1938 Professor für Zivil- und Zivilprozessrecht an der Universität Wien, von 1930 bis 1934 Mitglied des österreichischen Verfassungsgerichtshofs sowie von 1934 bis 1938 Mitglied des Staatsrats des autoritären Bundesstaats Österreich.

## Leben
Gustav Walker war Sohn des evangelischen Fabrikanten Gustav Walker (senior) und dessen Frau Aloisia (geborene Schmidt). Er absolvierte 1886 die Matura und begann im Anschluss daran das Studium der Rechtswissenschaften an der Rechtswissenschaftlichen Fakultät der Universität Wien. 1892 wurde er an der Universität Wien zum Doktor der Rechte (Dr. iur.) promoviert. Zwei Jahre später, im Jahr 1894, legte Walker, nachdem er in den richterlichen Vorbereitungsdienst der Justiz eingetreten war, die Richteramtsprüfung ab. Ab 1895 war er im Justizministerium als Mitarbeiter von Franz Klein, dem Schöpfer der neu geschaffenen Zivilprozessordnung, tätig.
1898 habilitierte sich Gustav Walker an der Universität Wien mit einer Habilitationsschrift zum Thema Streitfragen aus dem internationalen Zivilprozeßrecht und wurde zum Privatdozenten für Zivilprozesslehre bestellt. Er veröffentlichte in weiterer Folge zahlreiche Werke zu Spezialfragen des Zivilprozessrechts sowie unter anderem auch 1905 einen Grundriß des Exekutionsrechts, der als Studienbehelf für Studenten der Rechtswissenschaften gedacht war und als erstes österreichisches Lehrbuch zum Exekutionsrecht gilt. Im Jahr 1907 wurde Gustav Walker zum Außerordentlichen Universitätsprofessor für Zivilprozessrecht an der Universität Innsbruck bestellt. Schon zwei Jahre später kehrte Walker allerdings aus eigenem Wunsch nach Wien zurück, wo er Landesgerichtsrat am Landesgericht für Zivilrechtssachen Wien wurde und seinen Lehrauftrag an der Universität Wien wieder aufnahm. Zeitgleich trat er auch erneut in den Dienst des Justizministeriums in dessen internationaler Abteilung ein.
Von 1911 bis 1921 leitete Walker die internationale Abteilung des Justizministeriums und war in dieser Funktion an den Friedensverhandlungen in Bukarest 1918 und in Saint-Germain 1919 beteiligt. 1912 wurde Gustav Walker der Titel eines ordentlichen Universitätsprofessors für Zivilprozessrecht an der Universität Wien verliehen, 1920 wurde seine Lehrbefugnis auf das internationale Privatrecht ausgedehnt. Aus dem Justizdienst schied Walker 1922 aus, um Präsident des zur Erfüllung von Art. 248 des Vertrags von Saint-Germain eingerichteten internationalen Abrechnungsgerichtshofs zu werden. Gleichzeitig wurde er österreichischer Richter am ebenfalls auf Grundlage des Vertrags von Saint-Germain eingerichteten österreichisch-englischen Schiedsgericht. 1924 setzte er seine wissenschaftliche Karriere mit der Berufung auf einen Lehrstuhl an der Universität Wien als ordentlicher Universitätsprofessor für Zivilrecht (sowie ab 1933 für Zivilprozessrecht) fort. 1926 wurde er zum korrespondierenden Mitglied der österreichischen Akademie der Wissenschaften gewählt, 1930/31 war er an der Rechtswissenschaftlichen Fakultät der Universität Wien Dekan.
1930 wurde Gustav Walker zum Mitglied des österreichischen Verfassungsgerichtshofs ernannt. Walker war einer jener Verfassungsrichter, die mit der Ausschaltung und schließlich Abschaffung des VfGH im Zuge der Einführung der autoritären Maiverfassung 1934 ihr Amt verloren. Stattdessen wurde er 1934 vom Bundespräsidenten zum Mitglied des ständestaatlichen Staatsrates, eines gesetzesvorbereitenden Organs, ernannt und übernahm dort die Leitung des Rechtsausschusses. Mit dem „Anschluss Österreichs“ an das nationalsozialistische Deutsche Reich im Jahr 1938 enthoben die Nationalsozialisten Gustav Walker sämtlicher Ämter und versetzten ihn ohne Gewährung eines sonst üblichen „Ehrenjahres“ als Universitätsprofessor in den Ruhestand.

## Ehrungen

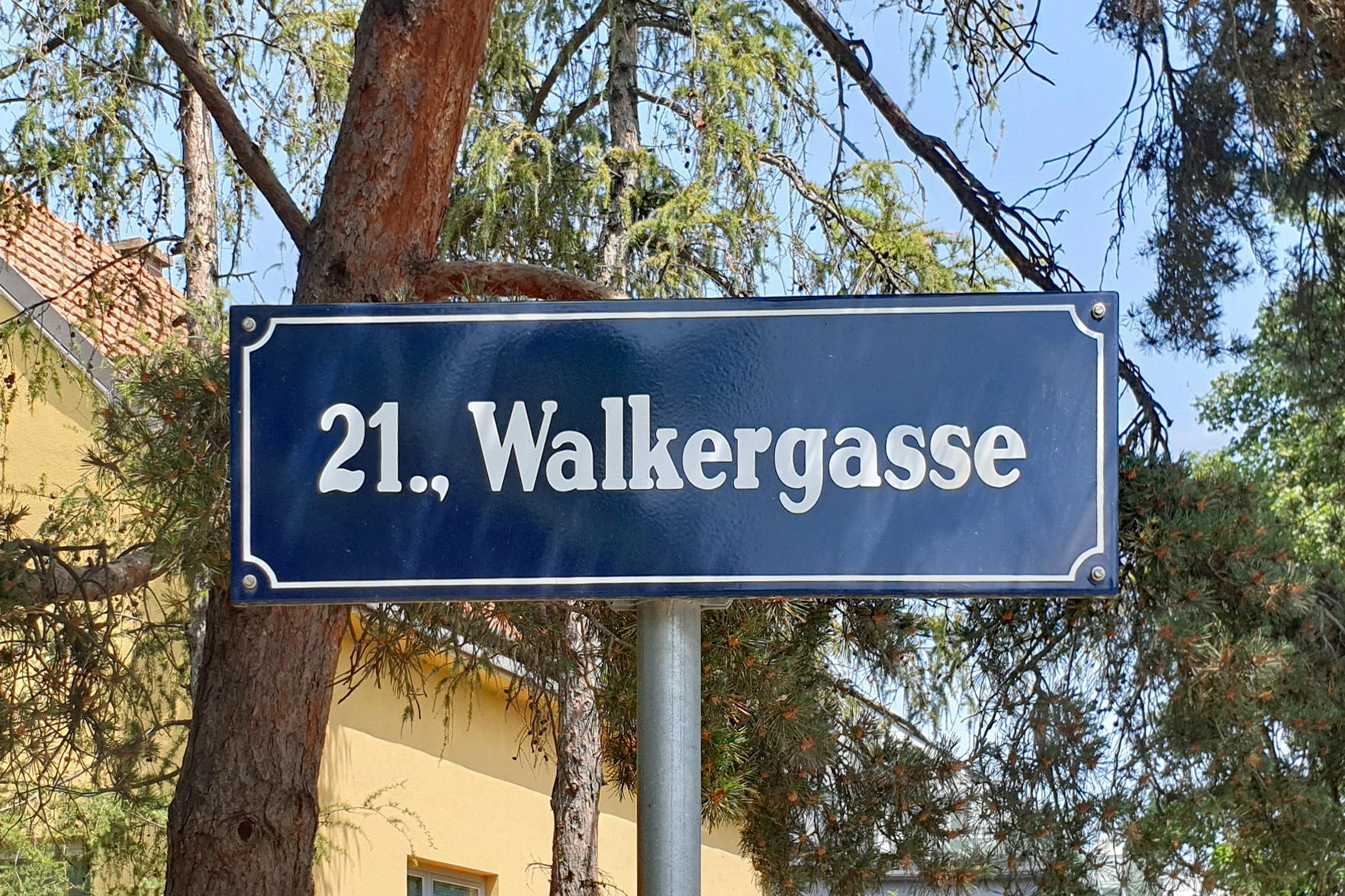
Straßenschild Walkergasse in Wien-Floridsdorf

- Straßenbenennung der Walkergasse in Wien-Floridsdorf (1956)[4]